# Luna 6
Luna 6, hoặc E-6 No.7 là một phi thuyền không người lái của Liên Xô được dự định hạ cánh trên Mặt Trăng như một phần của chương trình Luna. Do thất bại trong việc điều chỉnh hướng đi, Luna 6 đã thất bại, thay vì hạ cánh thì lại bay qua Mặt Trăng với khoảng cách 160.000 kilômét (99.000 dặm).

## Phóng
Luna 6 được phóng tên lửa mang tên Molniya-M bay từ vị trí 1/5 tại sân bay vũ trụ Baikonur. Quá trình cất cánh xảy ra lúc 07:40 UTC ngày 8 tháng 6 năm 1965, với tàu vũ trụ và sân khấu Blok L bước vào quỹ đạo Trái Đất thấp, trước khi giai đoạn đẩy phi thuyền vào một quỹ đạo nhật tâm đi qua Mặt Trăng.

## Thất bại
Nhiệm vụ Luna 6 được tiến hành theo kế hoạch cho đến khi một bước điều chỉnh hướng đi được lên lịch vào cuối ngày 9 tháng 6. Mặc dù động cơ chính S5.5A của tàu vũ trụ đã khởi động đúng giờ, nó không thể ngừng lại và tiếp tục hoạt động cho đến khi nguồn cung cấp nhiên liệu của nó cạn kiệt. Một cuộc điều tra sau đó đã xác định rằng vấn đề là do một lệnh đã bị gửi nhầm tới bộ hẹn giờ đã ra lệnh tắt động cơ chính.
Mặc dù tàu vũ trụ không thể hạ cánh trên Mặt Trăng, các bộ điều khiển đã sử dụng phi thuyền để mô phỏng việc hạ cánh; một công việc được hoàn thành một cách thỏa đáng. Luna 6 bay qua Mặt trăng vào cuối ngày 11 tháng 6, với khoảng cách tiếp cận gần nhất là 159.612,8 km (99,178,8 mi). Việc liên lạc được duy trì cho tới khi tàu đi cách Trái Đất 600.000 km (370.000 dặm).